# 虞山公园 (桂林)
虞山公园位于广西桂林市市区北部的北极广场和虞山桥附近，因其内有虞山而得名，又因其在市区北部所以是桂林山水游览的开山地，也是桂林历史的渊源地。

## 两大景区
虞山公园整体大而又细致，细节精巧雅致，其造园手法别具一格，风格独树一帜，传统与现代结合，东方和西方相兼容。公园可分南北两个景区，南园景区主体气势恢弘，而北园景区充满现代气息。

### 北园景区
北园给人一种现代感，有灵动的泉水和飞流直下的瀑布，周围绿草茵茵，花园环绕，晚上在现代设施的映衬下更加妩媚美丽。

### 南园景区
南园突出一种人文感觉。在虞帝庙的遗址上，公园又重新恢复新建了虞帝庙，其背后即为虞山，浑然天成；五福塔（以中国传统吉语“五福临门”命名）金碧辉煌，塔内设有“平安钟”以祈福国泰民安；“九重天”是由三个大理石雕凿而成，给人以平步青云之感；集雅园收集了园内的奇石珍品供游人观赏；“曲水流觞”妙趣横生；怡沁园巧夺天工的假山叠石栩栩如生；还有回音壁，两人世界、智者、闻韶楼、南薰亭等众多景点。

## 评价
虞山公园的主要景点在虞帝庙、怡沁园、三绝碑、五福塔、闻韶楼、韶音洞、九重天、美泉宫，各景点景景生辉，互相交融，处处诱人，其特色将它们联系成了一个统一的整体。景点中的虞山、皇泽潭、韶音洞在当地有仙山、仙河、 仙洞之称。